# Palau de María Pita
El palau de María Pita és un edifici d'estil eclèctic que ocupa el costat nord de la plaça de María Pita, a la ciutat de la Corunya.
El va projectar l'arquitecte Pedro Mariño i es va construir entre els anys 1904 i 1912. S'hi troben diverses dependències administratives de l'Ajuntament, la sala de plens, els despatxos de l'alcalde i els consellers i el Museu del Rellotge. També s'anomena palau Municipal.
Sobre l'arc de l'entrada pot llegir-se, en castellà:
| « | "Casas consistoriales de la muy noble y muy leal ciudad de La Coruña, cabeza, guarda y llave, fuerza y antemural del Reino de Galicia". | » |

El seu nom fa referència a María Pita, heroïna en la defensa de la ciutat el 1589 contra l'armada anglesa dirigida pel corsari Francis Drake, que també dona nom a la plaça on es troba.

## Galeria d'imatges

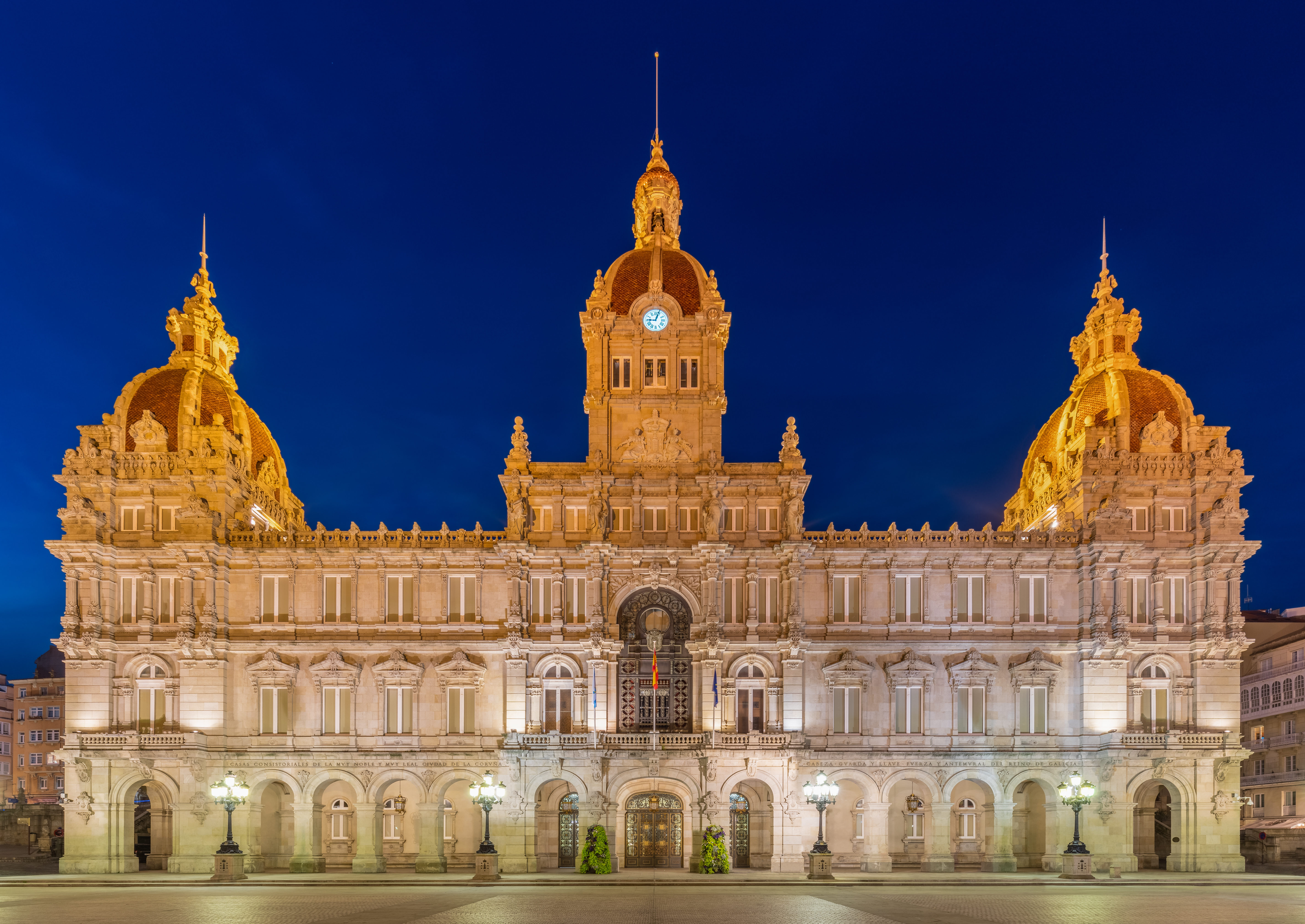
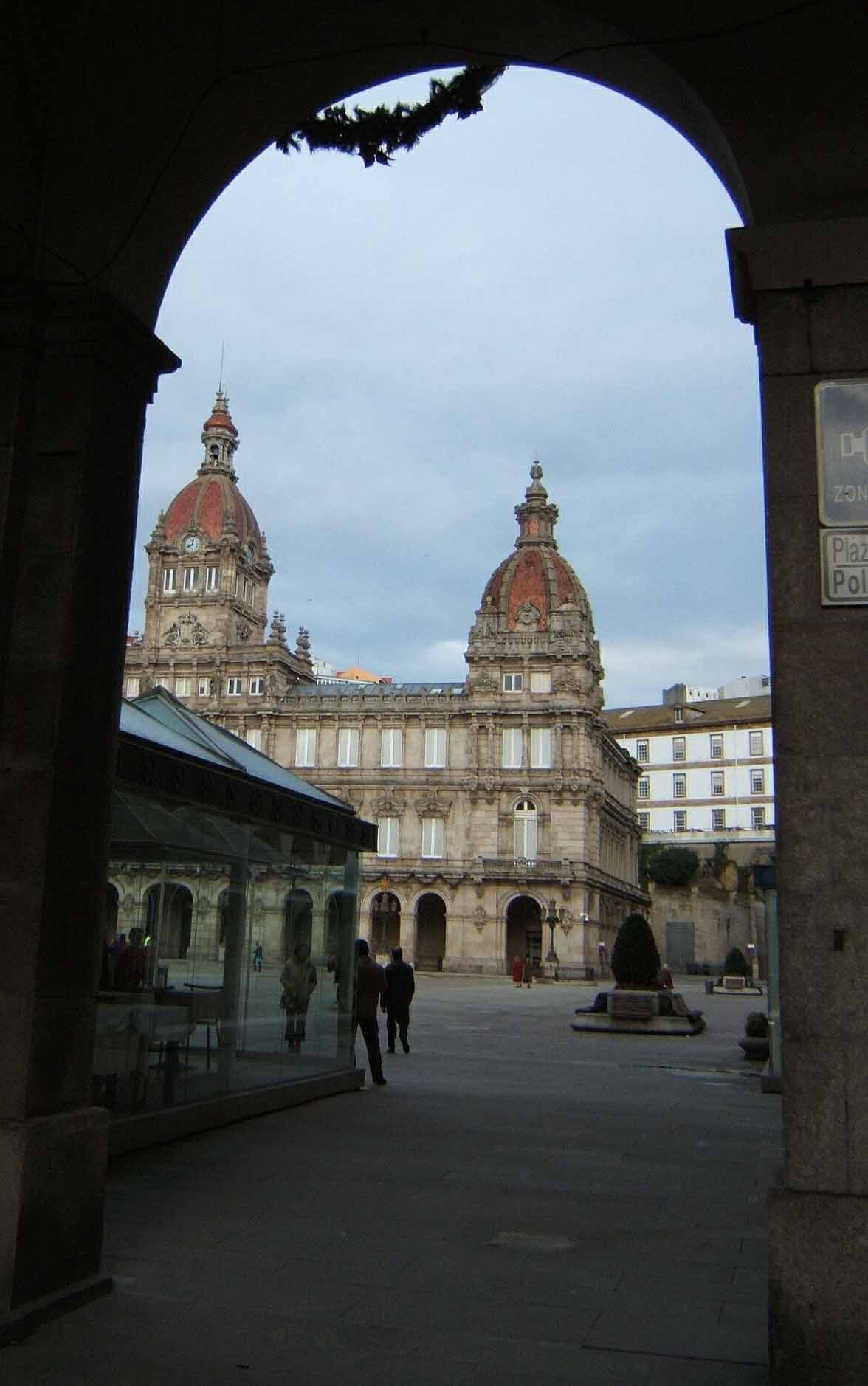
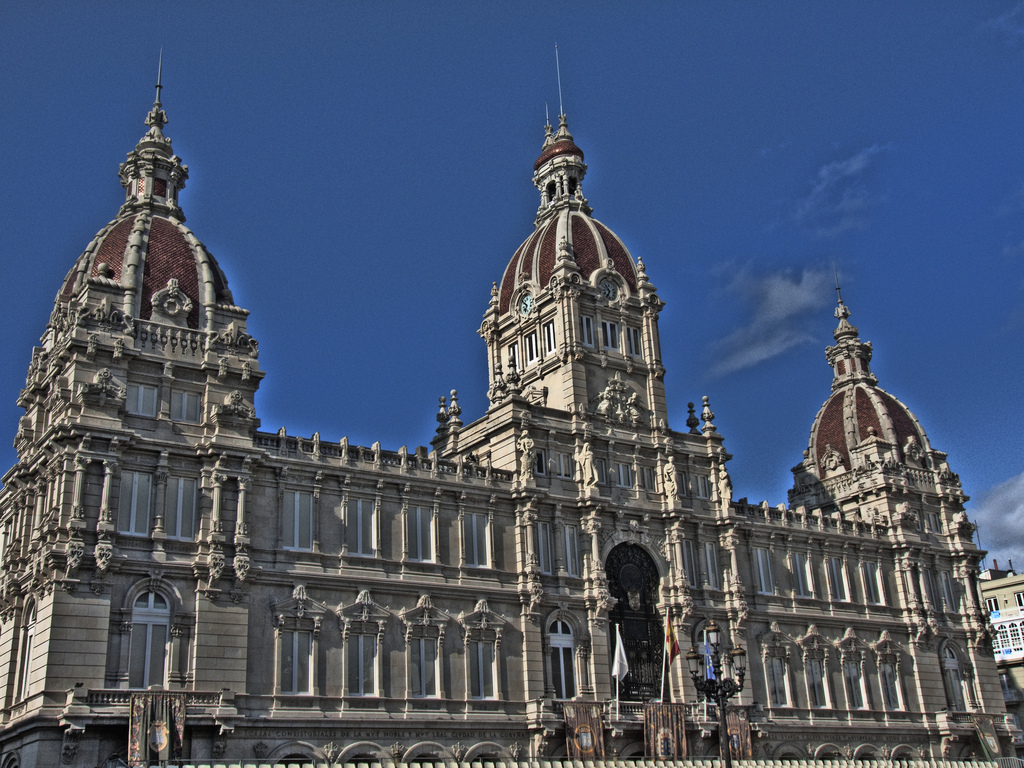
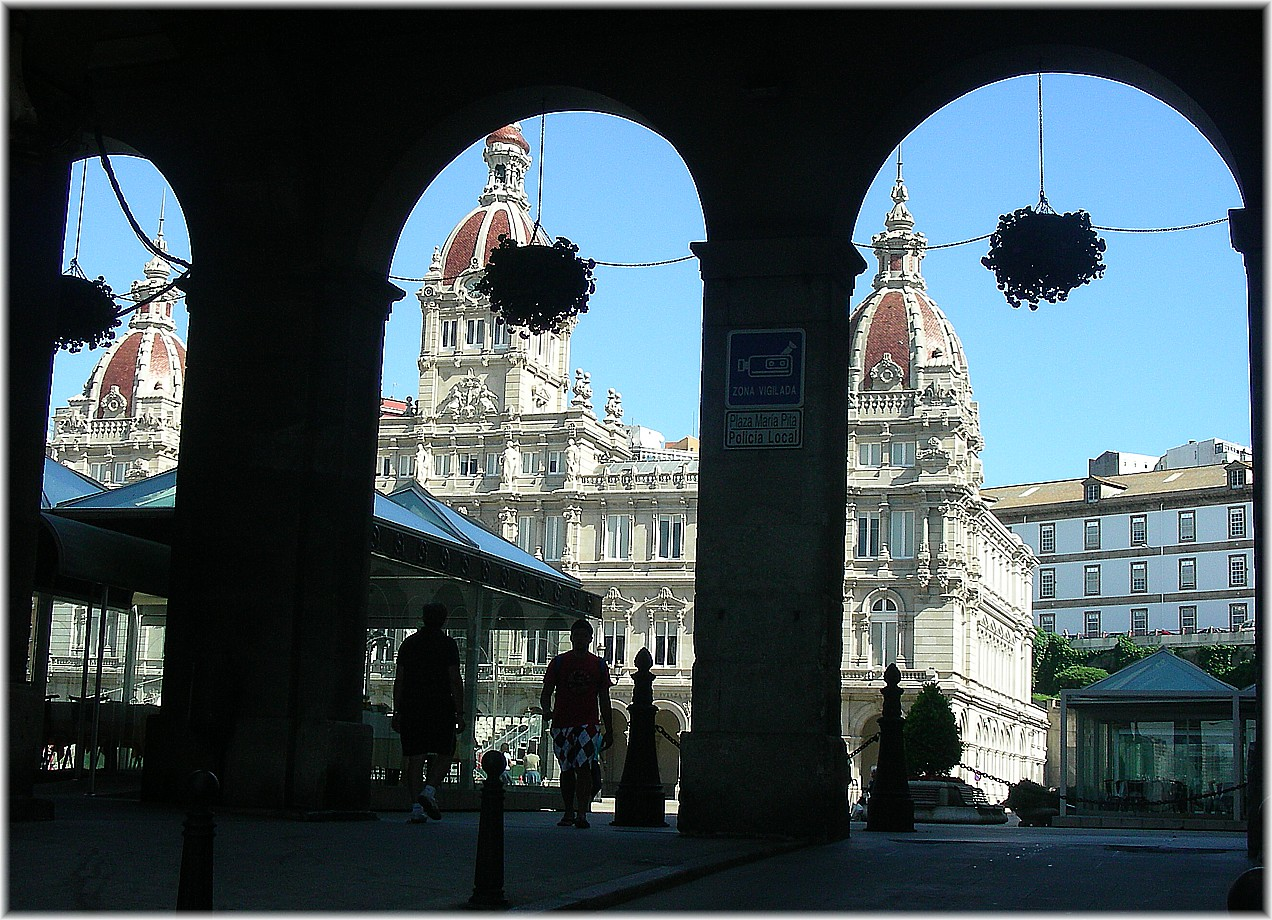
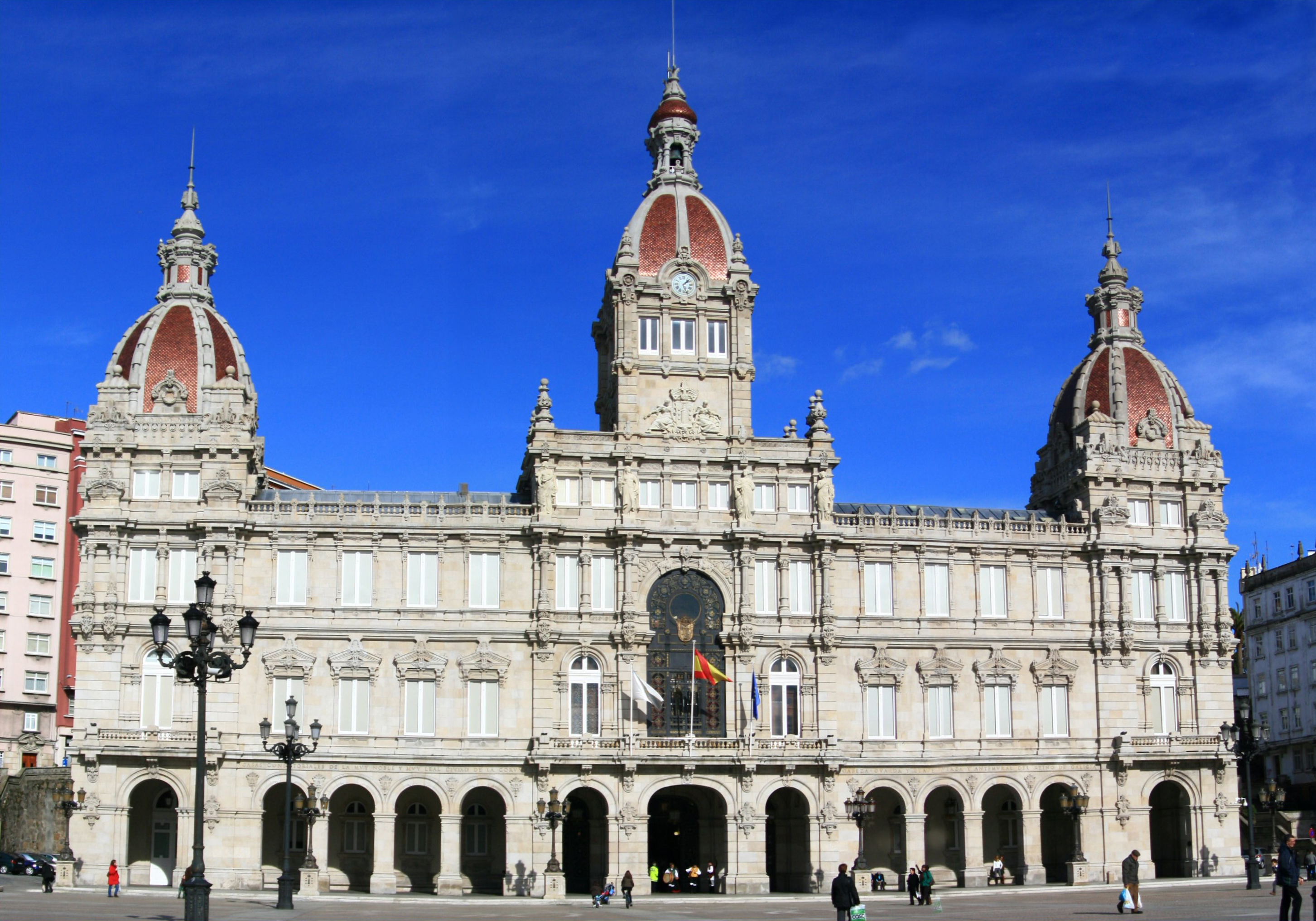